# 愛染まつり
愛染祭（あいぜんまつり）は、大阪府大阪市天王寺区に位置する和宗総本山四天王寺の別院・愛染堂勝鬘院、通称「愛染さん」で毎年6月30日から7月2日に催される祭りを指し、天神祭、住吉祭に並ぶ大阪三大夏祭りの一つ。仏教寺院が主催する夏祭り。
どれも、愛染さん、天神さん、住吉さんと愛称で呼ばれることが多いことから、「大阪の夏祭りは愛染さんで始まって住吉さんで終る」といわれることから、「あい（=愛）すみ（=住）ません」という言葉の語源となったという説や、「あい（=愛）すみ（=住）ません（=天）」と、大阪三大夏祭りの3つの覚え方として知られる。

## 概要
愛染祭は、聖徳太子の「苦しみ、悲しみを抱く人々を救済したい」という大乗仏教のご意向を直々に受け継ぎ、1400年の間続いている無病息災を祈る祭事。夏越しの大祓を兼ねており、初日の6月30日には和宗総本山四天王寺の住職らが出仕する「夏越しの祓え大法要」が多宝塔にて厳修される。
聖徳太子ゆかりの四天王寺支院である勝鬘院（豊臣秀吉による再築。重要文化財）。金堂の御本尊が愛染明王(あいぜんみょうおう)であるため、「愛染さん」の愛称で親しまれている。愛染明王の御誓願を頼って開催される祭りに、色町の芸妓衆が駕籠に乗って参詣したのが「宝恵駕籠(ほえかご)」の始まりとなり、現在も浴衣娘が大勢参加する「女の祭り」。かつては、今里新地の芸妓が宝恵かごパレードの主役を務めた。祭り期間中は、良縁成就・縁結び・夫婦和合に商売繁盛といったご利益がある愛染明王と、豊臣秀吉が朝鮮出兵の際に奉安したとされる大日大勝金剛尊が特別に無料開帳される。また、6月30日にはキャンペーンガールの愛染娘12人（平成19年度は11人）を紅白の布と愛染かつらの花で飾られた7台の「宝恵駕籠（ほえかご）」に乗せて「愛染さんじゃ、宝恵かご！」とJR天王寺駅前から勝鬘院までを練り歩くパレードで、最終目的地の愛染堂に到着した「宝恵駕籠（ほえかご）」は、本堂の前で高々と「かご上げ」され、一層の盛り上がりを見せる。参拝者は商売繁盛・愛嬌開運・恋愛成就を願って愛染娘さんたちから「花守り」と「笑顔」を受け取る。大阪市内最古の建築物である多宝塔（国の重要文化財）にて総本山四天王寺の管長および高僧が集結して厄除け祈願法要が行われる。7月1日には、愛染娘たちが各自の隠し芸や一発芸（書道・カラオケ・チアダンス・手品など）を舞台上で披露し、ミス愛染娘を決定する愛嬌コンテストで盛り上がる。300余の露店も出て、大変な賑わいを見せている。
また、関西で夏祭りとされる初日（6月30日）ということで、浴衣を着て訪れる参詣者が多く、浪速の「いとさん」「こいさん」（船場言葉でお嬢さん、小さいお嬢さんの意味）たちがこの時期から浴衣を着始めることから別名、浴衣まつりとも呼ばれる。夕方に浴衣で愛染まつりに出掛けると、先着順に愛染娘から「ラブブレス」なる愛のブレスレットを無料で配っている（手を握って腕に巻いてくれる）サービスがある。
6月30日の宵宮、7月1日の本祭、7月2日の残り福の3日間の間に参詣した行き帰りの道中で「愛染ぱらぱら」という小雨に遭うと、同伴している二人は結ばれるという話がある。また、愛染まいりの帰りに芝居を見るとゲンが良いとされる。
正式名称は愛染まつり。しかし主催の勝鬘院が発行するポスターやホームページ上でも愛染祭、愛染祭り、愛染詣で、勝鬘愛染会と表記揺れが多い。
平成30年度（2018年）は「愛染祭」の規模が縮小される。本尊の開帳・授与品の授与など、寺院内で行う宗教行事については例年通り行うが、露店の出店の中止、愛染娘の募集・宝恵駕籠の行列などを取りやめることになった。
勝鬘院の今回の措置は、宗教行事である「祭り」を開催する趣旨を再確認するためであるという。また、以前から、騒音・若者のバイクの暴走、違法駐輪・ゴミのポイ捨て、立ち小便を行うなどの迷惑行為があり、近隣住民から、勝鬘院へ苦情が相次ぎ、これ以上、主催者側では対応できないと判断した。人が常に心に何を思うかをこのようなところで再確認させる事を恥と思う地域の人々の声は平成31年度（2019年）以降の「愛染祭」については、勝鬘院が近隣住民など、関係者との話し合いを重ねて、露店の出店の中止・愛染娘の募集・宝恵駕籠の行列などの、途絶えた行事・催し物・慣習を復活させるか、どうか議論をしていく。

## 愛染娘
愛染祭の期間中に、マスコミ表敬訪問や境内にて愛染祭りをPRする為に結成される浴衣娘。現在は毎年約300人～400人の一般公募による募集が行われ、一次審査（書類審査）と二次審査（面接）を経て10人の愛染娘が選ばれる。審査基準はルックス重視という訳では無く、「元気で愛嬌があり、伝統あるお祭り参加したいという意気込み」と「3日間とPR活動日に参加できる人」とされる。一般公募の愛染娘10人に、大阪市阿倍野区の清風情報工科学院で独自にオーディションで勝ち抜いた留学生2名が加わり、計12人の愛染娘として活動をする。年齢制限は18歳から35歳前後。愛染娘の服装は京都小泉(株)協賛の浴衣に、愛染かつらの造花を頭に挿し「愛染娘・愛染祭り」の襷をしている。募集は毎年4月頃から公式ホームページ、町のフリーペーパー、新聞記事などで募集要項が発表される。
歴代愛染娘を経験後、タレントとして活動する人も多く、近年では藤原宏美（松竹）、清家すみれ（タレント）、山口裕加里（歌手）、國武綾（女優）、木島さやか（吉本）、桜・稲垣早希、増田倫子（吉本）、高津奈央（ジャパネットたかた）などがいる。上西小百合（政治家）も経験者である。
平成22年度以降は、愛染祭の初日に行われる宝恵駕籠パレードの宝恵駕籠には乗らずに、駕籠を引きながらPR活動をしたり演芸舞台にてオリジナル曲や替え歌を披露する「愛染女組」が別途10人加わり、PR活動は22人体制で行われている。年齢制限は20歳から35歳前後。愛染女組の服装はサラシをまいて鶯色のハッピという、清楚な愛染娘というイメージではなく、元気な祭娘がテーマとなっている。募集は愛染娘と同様、毎年4月頃から募集要項が発表される。
愛染祭り2日目の夜に10人の愛染娘の中から1名のミス愛染娘を決める演芸大会「ミス愛染娘（愛嬌）コンテスト」が舞台で開催され、その年のミス愛染が選ばれ前年度のミスからティアラが手渡される。主に次年度の愛染娘が決定するまでの間の広報活動を担当する。
愛染祭3日目の夜には愛染女組による組長を決定する「愛染堂から愛を叫ぶ！」が舞台で開催される。
関ジャニの好きやねん大阪を愛染まつりVer.で歌って踊り観客を大いに喜ばせた。
天王寺警察署からの依頼で「交通安全週間」の簡易ポスターのモデルも毎年恒例となっている。Osaka Metroからの依頼で天王寺駅やなんば駅の1日駅長を前年度ミス愛染娘が担当している。